# The Soul Society
The Soul Society — дебютний студійний альбом американського джазового контрабасиста і віолончеліста Сема Джонса, випущений у 1960 році лейблом Riverside.

## Опис
Контрабасист Сем Джонс дебютував в якості соліста, і ця сесія стала одним з його найкращих записів. На чотирьох з восьми композиціях цього альбому, випущеного на лейблі Riverside, Джонс грає на контрабасі, а на інших чотирьох — на віолончелі. Ритм-секція включає таких музикантів, як корнетист Нет Еддерлі, трубач Блу Мітчелл, тенор-саксофоніст Джиммі Гіт, баритон-саксофоніст Чарльз Девіс та піаніст Боббі Тіммонс. В репертуарі сету найбільше виділяються дебютна «The Old Country» Еддерлі, чудовий джем «Just Friends», «Some Kinda Mean» Кітера Беттса, «Home» з Джонсом на віолончелі і «So Tired» Боббі Тіммонса.

## Список композицій
1. «Some Kinda Mean» (Кітер Беттс) — 5:55
2. «All Members» (Джиммі Гіт) — 4:11
3. «The Old Country» (Нет Еддерлі) — 6:05
4. «Just Friends» (Джон Кленнер, Сем М. Льюїс) — 4:13
5. «Home» (Кеннонболл Еддерлі) — 5:13
6. «Deep Blue Cello» (Сем Джонс) — 4:57
7. «There Is No Greater Love» (Ішем Джонс, Марті Саймс) — 3:41
8. «So Tired» (Боббі Тіммонс) — 6:17

## Учасники запису
- Сем Джонс — контрабас (2, 3, 5, 8), віолончель (1, 4, 6, 7)
- Нет Еддерлі — корнет (1, 4, 6, 7)
- Блу Мітчелл — труба (2, 3, 5, 8)
- Джиммі Гіт — тенор-саксофон
- Чарльз Девіс — баритон-саксофон
- Боббі Тіммонс — фортепіано
- Кітер Беттс — контрабас (1, 4, 6, 7)
- Луї Гейз — ударні

Технічний персонал
- Оррін Кіпньюс — продюсер
- Джек Хіггінс — інженер
- Кеннонболл Еддерлі — текст